# کاهیلوئی (هاوایی)
کاهیلوئی (به انگلیسی: Kahului) یک منطقهٔ مسکونی در ایالات متحده آمریکا است که در شهرستان ماویی، هاوایی واقع شده‌است. کاهیلوئی ۴۲٫۳ کیلومتر مربع مساحت و ۲۶٬۳۳۷ نفر جمعیت دارد و ۰ متر بالاتر از سطح دریا قرار دارد.